# Christoph Richter (Musiker)
Christoph Richter (* 1957 in Bonn) ist ein deutscher Cellist und Musikpädagoge.
Richter entstammt einer Musikerfamilie und begann im Alter von drei Jahren Klavier und im Alter von fünf Jahren Cello zu spielen. Ab 1972 studierte er an der Musikhochschule Detmold bei André Navarra, später bei Pierre Fournier. Von 1981 bis 1988 war er Erster Solocellist des NDR Sinfonieorchesters in Hamburg. 1986 war er Preisträger des Concours de Genève und des internationalen Rostropowitsch-Wettbewerbs in Paris. Zudem gewann er den Preis der Stadt Paris für die beste Interpretation des Werks Per Slava für Violoncello solo von Krzysztof Penderecki.
Von besonderer Bedeutung für seine musikalische Entwicklung war seine Bekanntschaft mit dem Geiger Sándor Végh, der sein Interesse für die Kammermusik weckte. So spielt er im Cherubini-Quartett, gründete mit Xenia Jankovic das Boccherini Cello Duo und mit Isabelle Faust und Thomas Riebl ein Streichtrio. Eine enge Beziehung entstand zu András Schiff, mit dem er Sonaten, Klaviertrios, -quartette und -quintette spielt und in dessen Kammerorchester Cappella Andrea Barca er seit Gründung im Jahr 1999 Solocellist ist. Weitere kammermusikalische Partner sind u. a. Heinz Holliger, Erich Höbarth, Alexander Lonquich, Dénes Várjon, Hariolf Schlichtig, Levon Chilingirian, Lars Anders Tomter, Tabea Zimmermann, Peter Csaba und Henning Kraggerud.
Seit 1988 ist Richter Professor an der Folkwang Universität der Künste in Essen. Er gibt Meisterklassen in ganz Europa; zudem ist er seit der Gründung 2004 ständiger Dozent an der European Chamber Music Academy in Wien, Zürich, Manchester und Paris. Von 2004 bis 2009 spielte er in dem von ihm mitbegründeten Heine Quartett, mit dem er einen Lehrauftrag an der Guildhall School of Music in London innehatte. Er gab regelmäßig Meisterklassen an der Royal Academy of Music in London, wo er seit 2015 Professor für Cello ist.
Auf der 2001 erschienenen CD von Cellokonzerten Julius Klengels, eine Koproduktion von cpo und NDR, spielte Richter dessen Konzert für Violoncello und Orchester Nr. 1, op. 4 in a-Moll. 

## Weblink
- Homepage von Christoph Richter